# كارل ليندنر جونيور
كارل ليندنر جونيور (بالإنجليزية: Carl Lindner Jr.)‏ هو رائد أعمال وشخصية أعمال أمريكي، ولد في 22 أبريل 1919 في نوروود في الولايات المتحدة، وتوفي في 17 أكتوبر 2011.

## وصلات خارجية
- كارل ليندنر جونيور على موقع إن إن دي بي (الإنجليزية)